# Ampelisca holmesi
Ampelisca holmesi is een vlokreeftensoort uit de familie van de Ampeliscidae. De wetenschappelijke naam van de soort is voor het eerst geldig gepubliceerd in 1908 door Pearse.